# A New England
«A New England» — песня, написанная и записанная британским рок-музыкантом, бардом и политическим активистом Билли Брэггом; вошла в его студийный альбом Life’s a Riot with Spy vs Spy 1983 года. Она остаётся визитной карточкой Брэгга с первых лет карьеры в звукозаписи. В 1984 году кавер-версия британской певицы Кирсти МакКолл стала хит-синглом.
Британский журнал New Musical Express включил данную композицию в исполнении Брэгга в свой список «500 величайших песен всех времён», разместив её на 449-й позиции.
Став автором-исполнителем, я стал играть на электрогитаре, потому что, если бы я играл на акустике, рок-клубы отправили бы меня в фолк-клубы. При этом, если бы публика меня бы прерывала, я мог бы просто сделать звук гитары погромче. «A New England» была похожа на песню Ramones: все такты на двух нижних струнах. Тихий момент перед соло, когда я приглушаю струны ладонью, чтобы получить пульсирующий звук, — это техника, которую я позаимствовал у Thin Lizzy.

## История написания и композиция
I was twenty one years when I wrote this song

I’m twenty two now, but I won’t be for long

People ask me «When will you grow up to be a man?»

But all the girls I loved at school

Are already pushing prams

I don’t want to change the world

I’m not looking for a new England

I’m just looking for another girl
Брэгг создал набросок песни в 1979 году, ещё до начала своей сольной карьеры. Ему тогда был 21 год, он жил в Нортгемптоншире и играл в панк-группе Riff Raff. Однажды вечером он возвращался домой из паба и заметил в ясном ночном небе два спутника, летящих рядом друг с другом. Молодой человек нашёл этот образ отличной метафорой отношений и, вернувшись домой, набросал слова будущей песни о поэте, влюблённом в девушку, которую он ещё не знает, на упаковке фиш-энд-чипс. А саму мелодию он просто «украл» из «Cowboy Song» группы Thin Lizzy.
В следующем году, вернувшись к заготовке, он осознал, что было бы уместно начать свой трек вступительными строками композиции Пола Саймона «Leaves That Are Green» из альбома Саймона и Гарфанкеля 1966 года Sounds of Silence: «Мне был 21 год, когда я написал эту песню / сейчас мне 22, но это продлится недолго». Спустя годы, во время концерта в Виннипеге 26 сентября 2006 года Брэгг объяснял это тем, что Саймон и Гарфанкель оказали на него сильное влияние.
Эндрю Коллинз, автор официальной биографии Брэгга, в тексте «A New England» увидел всё многообразие личности исполнителя. С его слов в ней сочетаются и его личные взгляды, идеологические и лирические. А кроме того, ощущается едва уловимая политическая шпилька. И хотя центральная идея трека заключается в утверждении, что певец не хочет менять мир, а просто хочет потрахаться, в ней нетрудно услышать иронию. Билли отчаянно нуждается в романтическом вдохновении, но даже две падающие звезды в его песне оказываются спутниками. Поэт, оказавшийся в ловушке современного мира, настолько одержим девушкой, с которой он ещё не знаком, что он готов отбросить все свои широкие идеалы в пользу домашней утопии.
«A New England» была записана вместе со всем остальным материалом дебютного альбома в период со 2 по 4 февраля 1983 года. Сессии длились в лондонской студии Park Street ежедневно с часу дня до 6 часов вечера. При этом Билли просто играл свой проверенный концертный сет, никакого сведе́ния не осуществлялось, звук писался сразу на четвертьдюймовую плёнку. По его воспоминаниям он исполнил тогда 13 версий «A New England».

## Версия Кирсти МакКолл
В 1984 году кавер-версия британской певицы Кирсти МакКолл стала хитовым синглом. Она была спродюсирована её тогдашним мужем Стивом Лиллиуайтом. «A New England» достигла 7-го места в UK Singles Chart и 8-го места в Irish Singles Chart.
В оригинальной версии Брэгга было всего два куплета. МакКолл посчитала, что песня слишком короткая, и поэтому Брэгг написал для неё ещё один куплет. Строка в припеве «Я просто ищу другую девушку» становится вопросом: «Ты ищешь другую девушку?». После смерти МакКолл Брэгг включил дополнительный куплет в собственное исполнение трека как дань уважения.
Запись «A New England» стала первой совместной работой МакКолл и Стива Лиллиуайта.

### Процесс создания
МакКолл открыла для себя Брэгга в 1983 году, посетив одно из его концертных выступлений. «Он просто вышел на сцену со своей гитарой и крошечным усилителем и запел. Я подумала, что этот парень великолепен» — вспоминала она. Одной из песен, которые играл в тот день Брэгг, была «A New England», в которой МакКолл сразу заметила хитовый потенциал. В интервью британскому музыкальному журналу Smash Hits в 1985 году она так отзывалась о ней: «Я всегда думала, что при добавлении заряда [вокальных] гармоний „A New England“ будет великолепна, ведь у неё такая хорошая мелодия. Билли делает всё очень грубо, и это больше похоже на то, как уличный музыкант исполняет хорошую песню Beatles». Вскоре певица связалась с Брэггом, оказалось, что он знаком с её творчеством и даже купил пару её пластинок. Это придало ей уверенности, и она сообщила о своём желании записать свой вариант трека. Он сразу согласился. Но поскольку для этого требовалось внести доработку текста песни (а именно, сменить пол рассказчика и добавить ещё один куплет), Кирсти пригласила его к себе домой на завтрак, чтобы обсудить все детали. Много времени это не заняло, Брэгг внёс все необходимые корректировки, пока она занималась приготовлением пищи. В процессе доработки МакКолл добавила к треку ещё характерный бридж.
Сингл поступил в продажу в самом конце 1984 года, его выпуском занимался независимый музыкальный лейбл Stiff Records. Помимо традиционных форматов релиза (7" и 12") существовал ещё экзотический вариант издания на иллюстрированной фигурной грампластинке, выполненной в форме Великобританского острова. На оборотной стороне 7-дюймового диска содержалась собственная композиция МакКолл «Patrick», а в 12-дюймовой версии она дополнялась ещё одной работой певицы — «I’m Going Out With an Eighty Year Old Millionaire». Также в поддержку сингла осенью 1984 года был снят видеоклип. Как вспоминала британская артистка, для неё съёмки стали адским мучением, поскольку она была уже на седьмом месяце беременности, а на улице было очень холодно.

### Восприятие
Британская пресса тепло приняла запись. Майк Гардинер из Record Mirror в январе 1985 года писал, что МакКолл «превосходно смягчила оригинал Билли Брэгга, не ослабив при этом одну из лучших песен о любви за прошлый год». Он отметил грамотное продюсирование, «сопровождение 12-струнной гитары в стиле The Byrds» и мягкие хоровые эффекты. Мартин Таунсенд из молодёжного издания No. 1 охарактеризовал её как «беззаботный, головокружительный галоп, но от этого не менее увлекательный» и сделал вывод, что это первый крупный хит певицы. Немного критичнее высказался Ричард Кук из New Musical Express: «Песня Брэгга „A New England“ оказалась для МакКолл лёгким, шустрым и жизнерадостным корабликом, и она выступает мерилом чувства поп-музыки композитора и певца; но постановка Лиллиуайта может быть слишком детально продуманной там, где требуется простая дробь, и скромной, когда нужно нанести чёткий и сильный удар». В заключении журналист выразил надежду, что трек избежит участи «промаха, достойного успеха».
По итогу «A New England» стала для МакКолл тем прорывным хитом, который она искала три последних года, блестящей интерпретацией мрачного, угрюмого произведения Брэгга, до 1985 года несколько известного лишь благодаря концертным выступлениям да сессии у Джона Пила годичной давности. Опыт работы с Лиллиуайтом стал также крайне положительным, песня легко взлетела на 7-е место национального рейтинга, а пик её популярности пришёлся на тот самый день, когда у пары родился первенец.

### Список композиций
| №  | Название        | Автор(ы)    | Длительность |
| -- | --------------- | ----------- | ------------ |
| 1. | «A New England» | Билли Брэгг | 3:47         |

| №  | Название  | Автор(ы)       | Длительность |
| -- | --------- | -------------- | ------------ |
| 1. | «Patrick» | Кирсти МакКолл | 3:06         |

| №  | Название                                            | Автор(ы)       | Длительность |
| -- | --------------------------------------------------- | -------------- | ------------ |
| 1. | «A New England» (Extended Version)                  | Билли Брэгг    | 7:46         |
| 2. | «Patrick»                                           | Кирсти МакКолл | 3:03         |
| 3. | «I’m Going Out With an Eighty Year Old Millionaire» | Кирсти МакКолл | 2:47         |

### Позиции в хит-парадах
Еженедельные чарты:
| Год  | Хит-парад                        | Высшая позиция | Пребывание |
| ---- | -------------------------------- | -------------- | ---------- |
| 1985 | Великобритания (UK Albums Chart) | 7              | 11 недель  |
| 1985 | Ирландия (IRMA)                  | 8              | 5 недель   |
| 1985 | Швеция (Sverigetopplistan)       | 18             | 4 недели   |

## Значение
Хотя «A New England» и не издавалась отдельным синглом у Брэгга, успех версии МакКолл повлиял на интерес слушателей к его творчеству. В начале 1985 года альбом Life’s a Riot with Spy vs Spy с этим номером был переиздан и повторно вошёл в национальные чарты, причём даже смог повысить свои показатели, продемонстрированные в этом рейтинге первым тиражом пластинки. Изначально лонгплей занял 32-е место в UK Albums Chart, переиздание же подняло его на 30-ю строку хит-парада. Было продано 50 тысяч копий, что было чуть меньше порога серебряного диска (впоследствии он стал серебряным, а затем и золотым). При этом шлягер был признан слушателями BBC Radio 1 одной из лучших песен года, заняв в списке Джона Пила Festive Fifty седьмую позицию.
В марте 2023 года международный электронный журнал PopMatters составил список из десяти лучших треков раннего творчества Билли Брэгга. В нём он поставил «A New England» на первое место, сопроводив свой выбор следующим комментарием: «Наиболее превосходная композиция, благодаря которой он, вероятно, будет известен с незапамятных времён и впредь. Объединив собою горе, романтические надежды и веселье, а также гитару Чака Берри, „A New England“ стала песней, которая прославила Брэгга, и она остаётся одной из лучших в 1980-х». В то же время в журнале признаётся, что общенациональную популярность в Великобритании она приобрела в поп-варианте Кирсти МакКолл. С другой стороны британский журнал New Musical Express включил данную композицию в исполнении именно Брэгга в свой рейтинг «500 величайших песен всех времён», разместив её на 449-й позиции.
В творчестве МакКолл «A New England» также заняла исключительное место, ни одна другая её песня не смогла добиться столь высоких показателей в чартах. Певица несколько раз исполняла её публично вместе с Брэггом, акустическая версия 26 июня 1991 года для BBC Radio 1 была записана и выпущена в качестве би-сайда сингла «All I Ever Wanted» к альбому Electric Landlady. В 2012 году эта запись была включена в переиздание данного лонгплея.
В последующие годы Брэгг превратил песню в завершающий трек для своих концертных выступлений, который исполняется хором совместно с публикой. Поскольку Брэгг исполняет её с дополнительным куплетом, написанным для МакКолл, «A New England» стала своеобразным мемориалом певице.

## Комментарии
1. ↑  Русское написание имени и фамилии Кирсти МакКолл дано в соответствии со сведениями о ней на сайте Кинопоиск[2].